# Cycas arenicola
Cycas arenicola — вид голонасінних рослин класу саговникоподібні (Cycadopsida).
Етимологія: від латинського arenarius — «що стосуються піску», суфікс -cola, «мешканець або житель», з посиланням на зростання на пересіченій місцевості пісковику.

## Опис
Стебла деревовиді, до 1,5(2,5) м заввишки, 15–20 см в діаметрі у вузькому місці. Листки яскраво-зелені, напівглянсові, завдовжки 90–160 см. Пилкові шишки від вузько-яйцевидих до веретеновидих, оранжеві, завдовжки 25 см, 9 см в діаметрі. Мегаспорофіли 15–20 см завдовжки, сіро-повстяні і коричнево-повстяні. Насіння плоске, яйцевиде, 28–32 мм завдовжки, 25–29 мм завширшки; саркотеста помаранчево-коричнева, злегка вкрита нальотом, товщиною 1,5–3 мм.

## Поширення, екологія
Країни поширення: Австралія (Північна територія). Росте в евкаліптовому рідколіссі на ґрунтах, отриманих з кременистих пісковиків, на осипах в пересіченій місцевості.

## Систематика
В деяких джерелах розглядається як синонім Cycas furfuracea W.Fitzg.